# Viola d'or i d'argent
La Viola d'or i d'argent era un dels tres premis ordinaris dels Jocs Florals de Barcelona junt amb l'Englantina d'or i la Flor Natural. La Viola d'or i d'argent era el premi a la millor composició poètica de tema religiós o moral.
Els poetes que al llarg de la vida aconseguien els tres guardons rebien el títol honorífic de mestre en Gai Saber.

## Guanyadors
- 1859 "Amor a Deu", Adolf Blanch i Cortada
- 1860 "Jesucrist" Marià Fonts Fortuny
- 1861 "La Creu de Cristo", Isabel de Villamartín
- 1862 "Lo triumfo de la Creu", Joaquim Rubió i Ors
- 1863 Premi desert
- 1864 "Amargor de la vida" Lluís Roca i Florejachs
- 1865 "Redempció", Miquel Victorià Amer
- 1866 "L'enteniment i l'amor", Marià Aguiló i Fuster
- 1867 "Constança d'Aragó", Tomàs Aguiló i Forteza
- 1868 Premi desert
- 1869 "Mesquinesa", Francesc Pelagi Briz i Fernández
- 1870 Premi desert
- 1871 "Llegenda de Sant Segimon", Tomàs Forteza i Cortès
- 1873 "Plor de la tórtora", Jacint Verdaguer
- 1874 "Sant Francesc s'hi moria", Jacint Verdaguer
- 1875 "Cant de Salomó", Anicet de Pagès i de Puig
- 1877 "Romiatge", Àngel Guimerà
- 1880 "Penediment", Marià Aguiló i Fuster
- 1883 "Noces d'or", Artur Masriera i Colomer
- 1884 "Los dos Cresos", Apel·les Mestres[2]
- 1887 "Més enllà", Terenci Thos i Codina
- 1888 "A uns nuvis", Ramon Picó i Campamar
- 1892 "Penediment", Martí Genís i Aguilar
- 1893 Premi desert
- 1896 "El mal caçador", Joan Maragall i Gorina
- 1897 "Cántich", Pere Palau González de Quijano
- 1898 "La Mare de Déu", Adrià Gual i Queralt
- 1899 "Florencia y Roma", Jaume Collell i Bancells
- 1900 "L'antic profeta vivent", Miquel Costa i Llobera
- 1901 "Anima enamorada", Pere Palau González de Quijano
- 1903 "La sacra expectació dels Patriarques", Josep Carner i Puig-Oriol
- 1904 "Corones", Josep Carner i Puig-Oriol
- 1905 "La corona d'espines", Artur Masriera i Colomer
- 1906 Premi desert
- 1907 "Dol", Joan Alcover
- 1908 "Vida pagesa", Llorenç Riber i Campins
- 1909 "Poemet de Claustre", Joan Maria Guasch i Miró
- 1910 "La mort del Maig", Llorenç Riber i Campins
- 1911 Premi desert
- 1912 "En elogi d'una bona mestressa", Manuel Folch i Torres
- 1913 "Adveniment", Jaume Bofill i Mates
- 1914 "Poesia", Francesc Matheu i Fornells[3]
- 1915 "Rims dispersos", Lluís Valeri i Sahís[4]
- 1916 "El temple devastat", Rafael Folch i Capdevila
- 1917 "Les veus dels morts", Frederic Rahola i Trèmols
- 1918 "Missa rasa", Joan Puntí i Collell
- 1919 Premi desert
- 1920 "La lletania dels rosers", Josep Maria Tous i Maroto
- 1921 "La mare vella", Francesc Matheu i Fornells
- 1922 "Els camins sense camí", Antoni Navarro i Grauger
- 1923 "Visions de Catedrals", Jaume Collell i Bancells
- 1924 "Oracions", Antoni Navarro i Grauger
- 1925 No se celebren
- 1926 "La meva enamorada", Ramon Garriga i Boixader
- 1927 "Poema de Març", Josep Maria Casas i de Muller
- 1928 "Col·lotge blanc", Josep Estadella i Arnó
- 1929 "Elogi inversemblant", Jaume Rosquellas i Alessan
- 1930 "Contemplació de les hores", Joan Llongueres i Badia
- 1931 "Passa la Verge pel cel de febrer", Felip Graugés i Camprodon
- 1932 "La pau dels silencis", Domènec Perramon i Torrús
- 1933 "Maria de Magdala", Camil Geis i Parragueras
- 1934 "Jesucrist en mi", Manuel Bertran i Oriola
- 1935 "El meu Divendres Sant", Camil Geis i Parragueras
- 1936 "Cinc avemaries", Sebastià Sànchez-Juan[5]